# Соколов, Денис Викторович
Дени́с Ви́кторович Соколо́в (19 марта 1983, Иркутск, СССР) — российский стрелок из винтовки. Участник летних Олимпийских игр 2012 года, серебряный призёр чемпионата мира 2010 года в командных соревнованиях, чемпион Европы 2012 года, чемпион мира среди юниоров 2002 года. Заслуженный мастер спорта.

## Спортивная биография
Заниматься стрельбой Денис начал в 13 лет под руководством своего отца Виктора Соколова. На молодёжном уровне главным успехов в карьере Дениса стала золотая медаль мирового первенства 2002 года.
Первую свою взрослую медаль Соколов завоевал в 2010 году на чемпионате Европы, став бронзовым призёром в стрельбе из пневматической винтовки с 10 метров. В 2011 году на чемпионате Европы в итальянской Брешии Денис был близок к победе в стрельбе с 10 метров, однако, лидировавшего после квалификации российского стрелка дисквалифицировали перед финалом из-за несоответствия экипировки. Из-за этого также были аннулированы результаты сборной России, выигравшей золотые медали в этом упражнении.
В феврале  2012 года Денис Соколов впервые стал чемпионом Европы. На соревнованиях в финском Виерумяки российский стрелок завоевал золотую медаль в стрельбе из пневматической винтовки с 10 метров. Тем не менее, несмотря на победу в континентальном первенстве, в окончательный состав сборной России в этой дисциплине на Олимпийские игры попал его младший брат Алексей. В июне 2012 года Денис выиграл чемпионат России и завоевал лицензию на участие в играх в Лондоне по стрельбе из пневматической винтовки из трёх положений.
В августе 2012 года Соколов принял участие в летних Олимпийских играх в Лондоне. В соревнованиях по стрельбе из пневматической винтовки из трёх положений Денис не смог пробиться в финал, заняв лишь 18-е место.

## Личная жизнь
- Женат, есть сын.
- Отец — Виктор Соколов — мастер спорта международного класса по стрельбе, также является личным тренером Дениса и Алексея, мать — Эмилия Соколова, брат — Александр Соколов — участник летних Олимпийских игр 2012 года, сестра — Лиля Соколова.
- Живёт и тренируется в подмосковном Дмитрове. На соревнованиях представляет Ямало-ненецкий автономный округ[5].
- Помимо стрельбы Денис активно занимался тхэквондо. Имеет звание кандидата в мастера спорта и чёрный пояс по тхэквондо.